# Coventry Climax

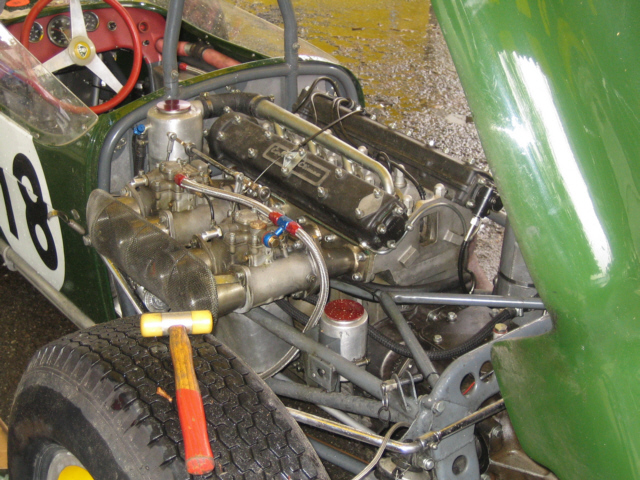
Silnik Climax 2.5 L4 zamontowany w Lotusie 18

Coventry Climax – były brytyjski producent wózków widłowych, pomp pożarniczych i silników. Przedsiębiorstwo zostało utworzone w 1903 roku jako Lee Stroyer. Firma ta była dostawcą silników w Formule 1. Czterokrotnie zespoły, a także kierowcy używający samochodów napędzanych silnikami Coventry Climax zdobywali tytuły mistrza świata. Debiut w Formule 1 firma zaliczyła podczas GP Monako 1957, kiedy to dostarczała swoje silniki dla zespołu Cooper, a ostatni raz dostarczyła swoje jednostki napędowe dla bolidów Brabham BT23B i Eagle T1G podczas GP Kanady 1969.